# Chicche (distrito)
Chicche é um distrito da província de Huancayo, localizado do Departamento de Junín, Peru.

## Transporte
O distrito de Chicche é servido pela seguinte rodovia:
- JU-110, que liga o distrito de Chongos Alto à cidade de Viques[2][3][4]